# 쑤언흐엉호
쑤언흐엉호(베트남어: Hồ Xuân Hương / 湖春香)는 베트남 럼동성 달랏 시내의 중심부에 위치한 아름다운 호수다. 호수는 ‘봄의 향기’(春香)라는 의미를 가지고 있으며, 쯔놈 춘향(春香)을 베트남어로 발음한 것이 쑤언흐엉이다. 호수 주변에는 소나무 숲과 잔디밭, 꽃밭이 있다. 이곳은 관광객들이 달랏을 방문할 때 산책을 하거나 마차를 타러 가는 단골 장소다. 쑤언흐엉호는 둘레가 약 5km, 면적이 25만m²인 인공호수로, 도시 화원, 예르생 공원, 꾸 언덕, 럼비엔 광장 등 달랏의 많은 관광명소를 통과해 2km 이상 뻗어 있는 초승달 모양의 형상을 가지고 있다.

## 개요

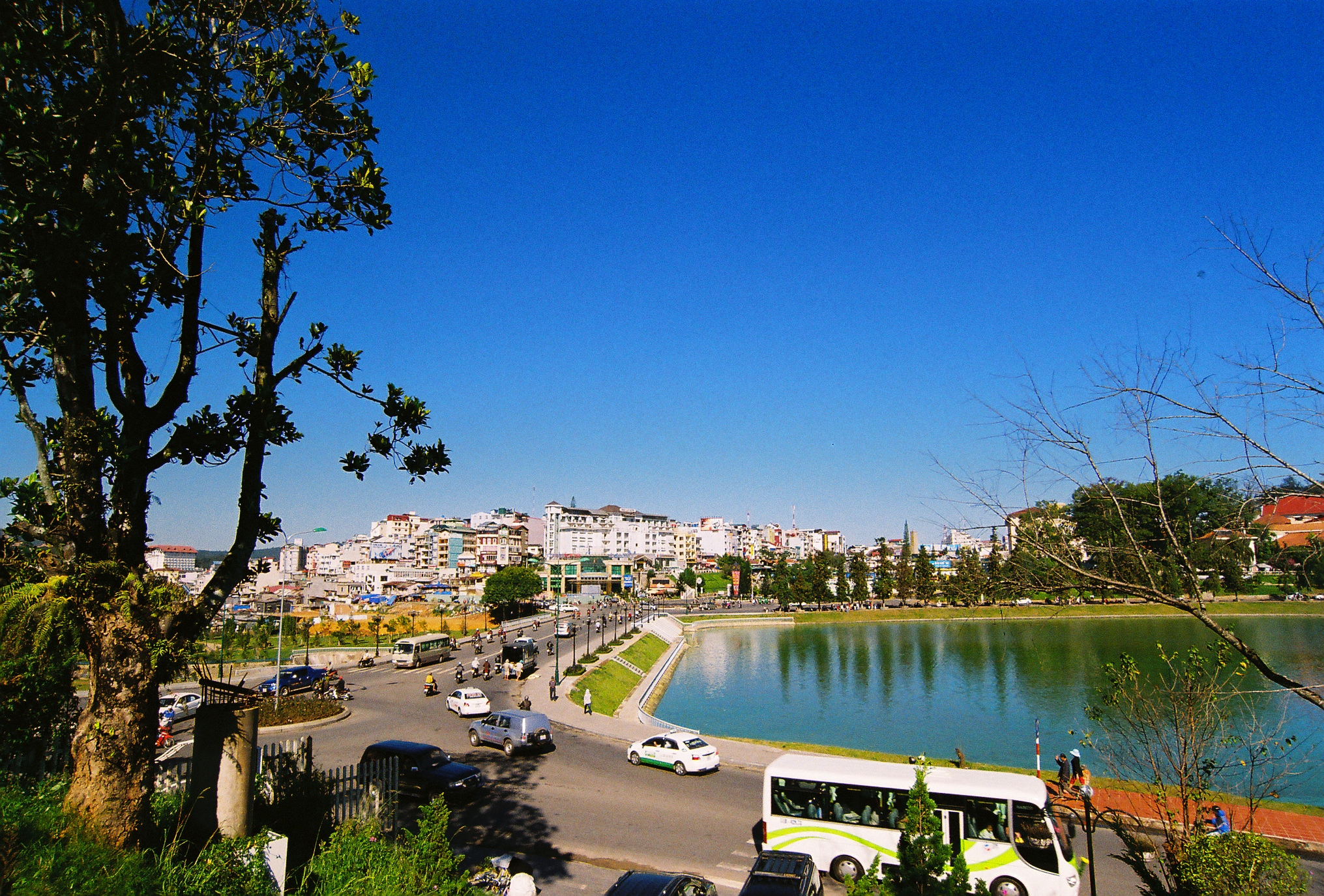
다오씨 다리

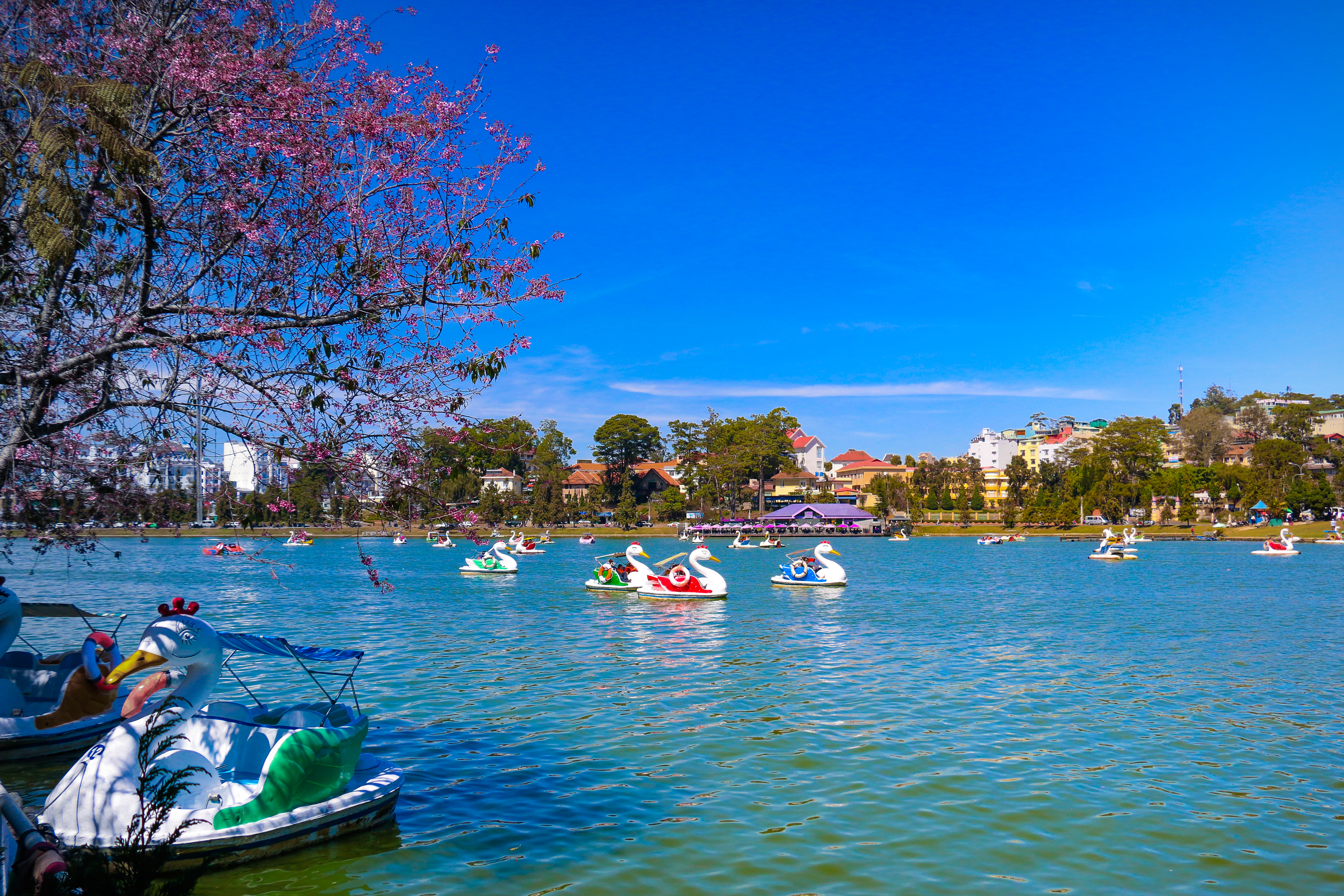
오리배

쑤언흐엉호(春香湖)라고 불린 것은 봄이 되면 호수 주변의 식물들의 향기가 은은히 섞여 퍼졌기 때문이다. 쉬안훙 호수는 1953년 19세기 여류 시인이 낭만적인 이미지를 생생하게 표현하기 위한 쯔놈의 뜻으로 베트남어로 쑤언흐엉호라고 명명했다.
쑤언흐엉 호는 원래 깜리 시냇물이 흐르는 계곡으로 초기에는 락 주민들이 모여 있던 곳이었다. 1919년, 쿤하크 계획의 특사인 랍베 민간 토목 기사가 호수를 만들기 위해 개울을 막는 작업을 했다. 1923년, 당시 정부는 2개의 호수를 만들기 위해 그 아래에 또 다른 댐을 건설했다. 1932년 3월 태풍으로 두 댐이 모두 붕괴되었다. 1934년 - 1935년, 기술자 쩐당코아(Trần Đăng Khoa)는 다시 커다란 돌댐을 설계하고 건설했는데, 그것이 오늘날 다오씨 다리(Cầu ông Đạo)이다. 프랑스인들은 그것을 그랜드락(Grand Lac, Great Lake)이라고 이름지었다. 이 댐은 당시 팜칵호(Pham Khac Ho)가 지역 주민들에 의해 "다오씨"라고 불리던 도안다궁 앞에 위치하여 댐이 건설되었을 때 사람들은 그것을 "다오씨 다리"라고 부르곤 했다. 1953년 마을 의회 의장인 응우옌비는 그랜드락(Grand Lac)이라는 이름을 쑤언흐엉호로 바꾸자고 제안했다. 지난 수십 년 동안 쑤언흐엉호는 단조롭고, 외롭고, 쓸쓸했던 달랏에 거대한 소나무 숲으로 사랑과 매력을 키웠던 내부의 거울이었다.
이 호수는 달랏 시의 중심지에 있으며, 도심 중앙에 호수가 있는 희귀한 곳 중 하나이다. 그래서 이 호수는 유명한 곳이 되었으며, 달랏의 특별한 특징을 만들어내는 꽤 매력적인 관광 명소다. 쓰언흐엉 호와 관련된 뛰어난 건축물로는 프랑스 식민지 시대에 지은 투이따가 있다. 이것은 "라 그르누이에르"(La Grenouillère)라고 불렸다. 이 구조물을 보면, 수영장 다이빙대처럼 물속으로 뛰어들 수 있는 탑이 있다. 중국-베트남어 이름 "Thuy Ta"는 때때로 "Thuy Thuy"로 이해되는데, 이것은 물 위에 위치한 건축물을 의미한다.
그 외 주변 관광지로는 다음과 같은 것들이 있다.
- 탄투이 레스토랑
- 시티 가든
- 꾸 언덕
- 비치 카우 레스토랑
- 럼비엔 광장
- 예르생 공원
- 탄바 지구 공원
- 쉬안흥 가든 카페